# Juan Manuel Pellerano
Juan Manuel Pellerano Gómez (Baní, 7 de septiembre de 1927 – Santo Domingo, 3 de noviembre de 2018) fue un jurista, litigante, académico y escritor dominicano. Fue el fundador y primer director ejecutivo de la Escuela Nacional de la Judicatura, institución dedicada a la formación de jueces en la República Dominicana. Es considerado uno de los padres del Derecho Constitucional de República Dominicana.
Introdujo el recurso de amparo en el sistema jurídico dominicano y en la redacción de leyes relacionadas con ahorros y préstamos, condominios y los estatutos de la Universidad Autónoma de Santo Domingo. También desarrolló conceptos como los derechos fundamentales implícitos y el bloque de constitucionalidad.
A lo largo de su vida escribió varios libros sobre el derecho. Entre ellos se encuentran: La Guía del Abogado, Constitución y Política y La Constitución como norma jurídica.

## Biografía
Nació en Baní el 7 de septiembre de 1927, hijo de Juan Manuel Pellerano Amechazurra y de Angélica Otilia Gómez Báez. Pasó gran parte de su niñez en San Cristóbal, donde creció junto a sus hermanos Federico, Rafael, Armando y Angélica. Realizó estudios de derecho en la Universidad Autónoma de Santo Domingo, donde obtuvo el título de doctor en Derecho hacia 1950. Desde temprano mostró inclinación por la práctica profesional y la enseñanza jurídica, lo que marcaría el resto de su trayectoria.
En 1952 fundó junto a otros colegas la firma Pellerano & Herrera, que llegó a convertirse en una de las principales oficinas de abogados del país. Su actividad profesional incluyó la introducción en el sistema dominicano del recurso de amparo como mecanismo de protección de derechos constitucionales. También participó en la elaboración de normas vinculadas a los ahorros y préstamos, los condominios y los estatutos de la Universidad Autónoma de Santo Domingo. En el ámbito doctrinal, trabajó conceptos como los derechos fundamentales implícitos y el bloque de constitucionalidad. Entre 1982 y 1986 se desempeñó como asesor jurídico del Poder Ejecutivo.
Ejerció la docencia en la Pontificia Universidad Católica Madre y Maestra, la Universidad Nacional Pedro Henríquez Ureña y la Universidad Católica Nordestana. Fue también miembro de la Academia de Ciencias de la República Dominicana. En el campo editorial promovió la creación de Capeldom, especializada en publicaciones jurídicas. Su obra escrita incluye títulos como La Guía del Abogado, Constitución y Política, La Constitución como norma jurídica, Constitución, interpretación e inconstitucionalidad y Control judicial de la constitucionalidad.
En 1955 contrajo matrimonio con Nora Deyanira Paradas Valdez, con quien tuvo seis hijos: Ricardo Antonio, Nora Isabel, Juan Manuel, Luis Rafael Gregorio, Ana María y Carlos Daniel Pellerano Paradas. Sus descendientes han ejercido profesiones en áreas como el derecho, la medicina, la educación, el diseño y la administración de empresas. Al momento de su deceso, fue abuelo de veinte nietos.
Pellerano Gómez recibió distintas distinciones, entre ellas la Orden al Mérito de Duarte, Sánchez y Mella. En 2010 fue reconocido por Chambers and Partners y en su honor se publicó un Liber Amicorum con aportes de colegas y discípulos.

## Libros
Juan Manuel Pellerano Gómez publicó varios escritos jurídicos en los que analizó el derecho constitucional y la práctica profesional. Entre sus principales libros se encuentran:
- La Guía del Abogado

- Constitución y Política

- La Constitución como norma jurídica

- Constitución, interpretación e inconstitucionalidad

- Control judicial de la constitucionalidad

## Fallecimiento
Falleció en Santo Domingo el 3 de noviembre de 2018, a los 91 años de edad. Tras su deceso, diversas instituciones académicas, jurídicas y estatales destacaron su papel en el desarrollo del derecho constitucional en la República Dominicana, así como su labor docente y de formación de profesionales del derecho. Su velatorio fue realizado en la Funeraria Blandino de la avenida Abraham Lincoln y recibió homenajes póstumos de organismos como el Tribunal Constitucional, la Escuela Nacional de la Judicatura y la Academia de Ciencias de la República Dominicana.